# Consonne nasale rétroflexe voisée
Ne doit pas être confondu avec API ŋ ou API ɲ.
La consonne nasale rétroflexe voisée est un son consonantique assez rare. Le symbole dans l'alphabet phonétique international est [ɳ].

## Caractéristiques
Voici les caractéristiques de la consonne nasale rétroflexe voisée :
- Son mode d'articulation est occlusif, ce qui signifie qu'elle est produite en obstruant l’air du chenal vocal.
- Son point d’articulation est rétroflexe, ce qui signifie qu'elle est articulée avec la pointe de la langue retournée contre le palais.
- Sa phonation est voisée, ce qui signifie que les cordes vocales vibrent lors de l’articulation.
- C'est une consonne nasale, ce qui signifie que l’air peut s’échappe par le nez.
- C'est une consonne centrale, ce qui signifie qu’elle est produite en laissant l'air passer au-dessus du milieu de la langue, plutôt que par les côtés.
- Son mécanisme de courant d'air est égressif pulmonaire, ce qui signifie qu'elle est articulée en poussant l'air par les poumons et à travers le chenal vocatoire, plutôt que par la glotte ou la bouche.

## En français
Le français ne possède pas le [ɳ].

## Autres langues
On trouve ce son en norvégien et dans les langues dravidiennes ou indo-aryennes, par exemple en hindî, où il est écrit ण.